# Korsfetknopp
Korsfetknopp (Sedum monregalense) är en fetbladsväxtart som beskrevs av Giovanni Battista Balbis. Korsfetknopp  ingår i fetknoppssläktet som ingår i familjen fetbladsväxter. Arten har ej påträffats i Sverige. Inga underarter finns listade i Catalogue of Life.